# Pseudopleuronectes schrenki
Espèce
Pseudopleuronectes schrenki est une espèce de poissons appartenant à la famille des Pleuronectidae.